# Casa Díaz-Cassou
La Casa Díaz-Cassou de Múrcia (Regió de Múrcia, Espanya), és un dels immobles més representatius de l'arquitectura modernista de la ciutat. Està catalogada com Bé d'Interès Cultural (BIC).

## Història
Situada al Carrer Santa Teresa de la capital, es tracta d'una de les obres més significatives del modernisme a la ciutat de Múrcia.
És obra de l'arquitecte José Antonio Rodríguez (1868-1938), feta per encàrrec de l'escriptor i erudit murcià Pedro Díaz Cassou (1843-1902).
La història de la construcció d'aquesta casa va suscitar una llarga polèmica per part dels amos en contra de l'Ajuntament durant el seu període constructiu (des de juny de 1900 fins a 1906).
Finalment es va solucionar amb una acta de conveni signada per ambdues parts, al juny de 1906. Actualment, i després de l'última restauració, la Casa ha estat cedida temporalment per a la realització d'exposicions i actes culturals al Govern de la Regió de Múrcia.

## Arquitectura
J. A. Rodríguez compon sàviament un xamfrà en l'angle principal de l'edifici, punt d'unió de les dues façanes d'aquest, i movent-se en ell, projecta i trenca la línia de la cornisa. En el centre organitza un net mirador semicircular rematat per una barana de ferro.
L'interior de la casa recull un ampli programa decoratiu, realitzat després de 1906. L'obra pictòrica és de Pedro García del Bosc (1907-1908).